# Mihailo Ristić
Mihailo Ristić (srbskou cyrilicí Михаило Ристић; * 31. října 1995 Bijeljina) je srbský profesionální fotbalista, který hraje na pozici levého obránce či záložníka za španělský klub Celta de Vigo. Mezi lety 2016 a 2022 odehrál také 9 utkání v dresu srbské reprezentace.
V roce 2018 hrál na hostování v pražské Spartě, v české 1. lize odehrál pouze 3 utkání.

## Klubová kariéra
V červenci 2014 podepsal svoji první profesionální smlouvu se srbským CZ Bělehrad. Debut v SuperLize odehrál 9. srpna 2014 proti FK Radnički Niš. Ve své první sezoně nastupoval převážně jako defenzivní záložník, občas zaskočil na levém obránci. Po odchodu Luise Ibáñeze se stal první volbou CZ na levém obránci. V září 2016 Ristić prodloužil se Zvezdou smlouvu do léta 2020. V červnu 2017 podepsal pětiletou smlouvu s ruským Krasnodarem za 2 miliony eur.
V únoru 2018 odešel na roční hostování do pražské Sparty. V 1. lize debutoval 10. března 2018 na hřišti Karviné, když v 89. minutě střídal Nicolaeho Stanciua. Další minuty přidal 31. března proti Teplicím, když v 60. minutě střídal opět rumunského středopolaře. Poté dostal příležitost až 31. července v utkání 2. předkola Evropské ligy proti srbské Subotici. Poslední start za Spartu si připsal 1. prosince proti Slovácku když střídal ve třetí minutě nastavení, vzápětí šel kopat penaltu, netrefil ovšem bránu a Sparta prohrála 1:2.
Sparta nevyužila opci a Ristić se vrátil zpátky do Krasnodaru.
V lednu 2019 přestoupil do francouzského Montpellieru.